# Lindernia brucei
Lindernia brucei é uma espécie botânica do gênero Lindernia pertencente à família Linderniaceae.